# 모디보 사냥
모디보 사냥(프랑스어: Modibo Sagnan, 1999년 4월 14일, 일-드-프랑스 지방 생-드니 ~)은 프랑스에서 태어난 말리의 축구 선수로, 현재 튀르키예 쉬페르리그의 차이쿠르 리제스포르에서 중앙 수비수로 활약하고 있다.

## 클럽 경력

### 랑스
랑스의 유소년부를 졸업한 사냥은 2017년 7월 28일에 소속 구단과 첫 프로 계약을 맺었는데, 계약 기간은 3년이었다. 사냥은 2018년 1월 30일, 0-1로 패한 소쇼-몽벨리아르와의 리그 2 경기에서 프로 무대 신고식을 치렀다.

### 레알 소시에다드
2019년 1월 30일, 사냥은 약 €5M의 이적료에 라 리가의 레알 소시에다드로 둥지를 옮기게 되었는데, 시즌 남은 기간 동안 원 소속 구단인 랑스에 임대되어 뛰게 되었다.

## 사생활
사냥의 혈통은 말리계로, 프랑스 출신이다.